# Großer Preis von Argentinien 1995
Der Große Preis von Argentinien 1995 (offiziell XVIII Gran Premio Marlboro de la Republica Argentina) fand am 9. April auf dem Autódromo Oscar Alfredo Gálvez in Buenos Aires statt und war das zweite Rennen der Formel-1-Weltmeisterschaft 1995.

## Berichte

### Hintergründe
Nach dem Großen Preis von Brasilien führte Michael Schumacher in der Fahrerwertung mit vier Punkten vor David Coulthard und mit sechs Punkten vor Gerhard Berger. In der Konstrukteurswertung führte Ferrari mit zwei Punkten vor McLaren-Mercedes.
Der Große Preis von Argentinien fand erstmals seit 1981 wieder statt. Es trat daher kein ehemaliger Sieger zu diesem Grand Prix an. Nelson Piquet, der letztmalige Sieger, hatte seine Formel-1-Karriere 1991 beendet.

### Training
Vor dem Rennen fanden zwei Trainingseinheiten statt: Die erste am Freitagmorgen und die zweite am Samstagmorgen.
Das erste freie Training gewann Jean Alesi mit einer Zeit von 1:58,207 Minuten vor Heinz-Harald Frentzen und Eddie Irvine.
Im zweiten freien Training war dann Schumacher mit einer Zeit von 1:31,376 Minuten der Schnellste vor Damon Hill und Coulthard.

### Qualifying
Das Qualifying fand in zwei Abschnitten statt, die jeweils beste Zeit entschied über die Startposition.
Im ersten Qualifyingsegment (Q1) war Coulthard mit einer Zeit von 1:54,670 Minuten der Schnellste vor Alesi und Frentzen. Im zweiten Qualifyingsegment (Q2) konnte Coulthard erneut die schnellste Zeit fahren (1:53,241 Minuten). Ihm folgten Hill und Schumacher.

### Warm-Up
Die Fahrer gingen am Sonntagmorgen zu einem 30-minütigen Warm-up auf die Strecke. Hill gewann vor Berger und Alesi.

### Rennen

#### Erster Start
Bei trockenen Bedingungen und in Anwesenheit von Präsident Menem führte Coulthard an der Spitze nach dem Start, während sich Alesi hinter ihm in der ersten Kurve innen drehte. Salo, der bremste, um Alesi auszuweichen, wurde von Luca Badoers Minardi von hinten getroffen, wodurch er in die Seite des zweiten Benetton von Johnny Herbert prallte. Im Gegenzug traf Herbert Rubens Barrichello, ebenso wie Badoer, wobei auch der zweite Tyrrell von Ukyō Katayama involviert war. Dahinter traf Olivier Panis im Ligier den zweiten Minardi von Pierluigi Martini. Das Rennen wurde daraufhin mit der roten Flagge abgebrochen und Alesi, Herbert, Barrichello, Katayama, Panis und Martini kehrten an die Box zurück um sich die jeweiligen Ersatzautos ihrer Teams für den Neustart zu holen. Badoers Rennen hingegen war bereits vorbei, beim Neustart nahm er nicht mehr teil. Salos Auto wurde unterdessen in der Startaufstellung repariert.

#### Zweiter Start
In der zweiten Einführungsrunde blieb Karl Wendlinger mit seinem Sauber stehen und musste vom Ende der Startaufstellung starten. Beim Start behielt Coulthard dann erneut in Führung, während es hinter ihm wieder zu Kollisionen kam: Mika Häkkinen traf auf dem Weg zur ersten Kurve Irvines Frontflügel und schied sofort aus, während Wendlinger mit beiden Pacifics in Konflikt geriet und alle drei ausschieden. Irvine kehrte für einen neuen Frontflügel an die Box zurück, schied jedoch in Runde 7 aus, als sein Motor ausfiel.
Coulthard führte bis zur 6. Runde, als sein Gasgriff ausfiel und er neu starten musste, sodass Schumacher und Hill vorbeikamen. Hill überholte Schumacher in Runde 11 und führte bis zu seinem ersten Boxenstopp in Runde 16. Der sich erholende Coulthard überholte Schumacher und übernahm wieder die Führung, nur dass sein Gashebel fast unmittelbar danach dauerhaft ausfiel. Als Schumacher seinen ersten Stopp einlegte, übernahm Alesi die Führung und hielt sie acht Runden lang, bevor auch er an die Box ging. Dahinter rückte Jos Verstappen in seinem Simtek auf den sechsten Platz vor, bevor er in Runde 24 einen langen Boxenstopp und anschließend einen Getriebeschaden erlitt.
Nach seinem Stopp lag Alesi fast eine halbe Minute hinter Hill, aber vor Schumacher. Hill behielt für den Rest des Rennens die Führung, doch Alesi verkürzte den Rückstand bis zur Zielflagge auf 6,4 Sekunden. Für Hill war es der 10. Sieg in der Formel-1-Weltmeisterschaft. Obwohl Schumacher in Runde 55 die schnellste Runde des Rennens fuhr, kam er 27 Sekunden hinter Alesi ins Ziel, Teamkollege Herbert wurde Vierter. Salo war Fünfter, dicht hinter Herbert, als er in Runde 48 im zweiten Ligier mit Aguri Suzuki kollidierte und auch ausschied. Er konfrontierte den japanischen Fahrer wütend in der Boxengasse, bevor er der BBC sagte, dass „Fahrer wie Suzuki nicht in der Formel 1 sein sollten“. Der fünfte Platz ging somit am Ende an Frentzen, während Berger den letzten Punkt als Sechster holte. Nach dem Ausscheiden von Verstappen wurde Domenico Schiattarella Neunter und stellte damit Simteks bisher bestes Ergebnis ein.
Eine negative Überraschung stellten die beiden Forti-Fords von Pedro Diniz und Roberto Moreno dar, die mit neun Runden Rückstand auf Hill die Ziellinie erreichten und, da sie nicht 90 % der Gesamtdistanz zurückgelegt hatten, nicht einmal gewertet wurden, obwohl sie das Rennen tatsächlich beendet hatten.
In der Fahrerwertung behielt Schumacher die Führung. Hill war nun Zweiter vor Alesi. In der Konstrukteurswertung führte weiterhin Ferrari. Williams-Renault war Zweiter, Benetton-Renault Dritter.

## Meldeliste
| Team                        | Nr. | Fahrer                 | Chassis        | Motor                 | Reifen |
| --------------------------- | --- | ---------------------- | -------------- | --------------------- | ------ |
| Mild Seven Benetton Renault | 01  | Michael Schumacher     | Benetton B195  | Renault 3.0 V10       | G      |
| Mild Seven Benetton Renault | 02  | Johnny Herbert         | Benetton B195  | Renault 3.0 V10       | G      |
| Nokia Tyrrell Yamaha        | 03  | Ukyō Katayama          | Tyrrell 023    | Yamaha 3.0 V10        | G      |
| Nokia Tyrrell Yamaha        | 04  | Mika Salo              | Tyrrell 023    | Yamaha 3.0 V10        | G      |
| Rothmans Williams Renault   | 05  | Damon Hill             | Williams FW17  | Renault 3.0 V10       | G      |
| Rothmans Williams Renault   | 06  | David Coulthard        | Williams FW17  | Renault 3.0 V10       | G      |
| Marlboro McLaren Mercedes   | 07  | Mark Blundell          | McLaren MP4/10 | Mercedes-Benz 3.0 V10 | G      |
| Marlboro McLaren Mercedes   | 08  | Mika Häkkinen          | McLaren MP4/10 | Mercedes-Benz 3.0 V10 | G      |
| Footwork Hart               | 09  | Gianni Morbidelli      | Footwork FA16  | Hart 3.0 V8           | G      |
| Footwork Hart               | 10  | Taki Inoue             | Footwork FA16  | Hart 3.0 V8           | G      |
| MTV Simtek Ford             | 11  | Domenico Schiattarella | Simtek S951    | Ford ED 3.0 V8        | G      |
| MTV Simtek Ford             | 12  | Jos Verstappen         | Simtek S951    | Ford ED 3.0 V8        | G      |
| Total Jordan Peugeot        | 14  | Rubens Barrichello     | Jordan 195     | Peugeot 3.0 V10       | G      |
| Total Jordan Peugeot        | 15  | Eddie Irvine           | Jordan 195     | Peugeot 3.0 V10       | G      |
| Pacific Grand Prix Ltd      | 16  | Bertrand Gachot        | Pacific PR02   | Ford ED 3.0 V8        | G      |
| Pacific Grand Prix Ltd      | 17  | Andrea Montermini      | Pacific PR02   | Ford ED 3.0 V8        | G      |
| Parmalat Forti Ford         | 21  | Pedro Diniz            | Forti FG01     | Ford ED 3.0 V8        | G      |
| Parmalat Forti Ford         | 22  | Roberto Moreno         | Forti FG01     | Ford ED 3.0 V8        | G      |
| Minardi Scuderia Italia     | 23  | Pierluigi Martini      | Minardi M195   | Ford EDM 3.0 V8       | G      |
| Minardi Scuderia Italia     | 24  | Luca Badoer            | Minardi M195   | Ford EDM 3.0 V8       | G      |
| Ligier Gitanes Blondes      | 25  | Aguri Suzuki           | Ligier JS41    | Mugen-Honda 3.0 V10   | G      |
| Ligier Gitanes Blondes      | 26  | Olivier Panis          | Ligier JS41    | Mugen-Honda 3.0 V10   | G      |
| Scuderia Ferrari SpA        | 27  | Jean Alesi             | Ferrari 412T2  | Ferrari 3.0 V12       | G      |
| Scuderia Ferrari SpA        | 28  | Gerhard Berger         | Ferrari 412T2  | Ferrari 3.0 V12       | G      |
| Red Bull Sauber Ford        | 29  | Karl Wendlinger        | Sauber C14     | Ford Zetec-R 3.0 V8   | G      |
| Red Bull Sauber Ford        | 30  | Heinz-Harald Frentzen  | Sauber C14     | Ford Zetec-R 3.0 V8   | G      |

## Klassifikationen

### Qualifying
| Pos. | Fahrer                 | Konstrukteur       | Q1       | Q2         | Start |
| ---- | ---------------------- | ------------------ | -------- | ---------- | ----- |
| 01   | David Coulthard        | Williams-Renault   | 1:54,670 | 1:53,241   | 01    |
| 02   | Damon Hill             | Williams-Renault   | 1:55,677 | 1:54,057   | 02    |
| 03   | Michael Schumacher     | Benetton-Renault   | 1:57,056 | 1:54,272   | 03    |
| 04   | Eddie Irvine           | Jordan-Peugeot     | 1:56,615 | 1:54,381   | 04    |
| 05   | Mika Häkkinen          | McLaren-Mercedes   | 1:56,449 | 1:54,529   | 05    |
| 06   | Jean Alesi             | Ferrari            | 1:55,213 | 1:54,637   | 06    |
| 07   | Mika Salo              | Tyrrell-Yamaha     | 1:57,738 | 1:54,757   | 07    |
| 08   | Gerhard Berger         | Ferrari            | 1:56,260 | 1:55,276   | 08    |
| 09   | Heinz-Harald Frentzen  | Sauber-Ford        | 1:55,583 | 1:56,168   | 09    |
| 10   | Rubens Barrichello     | Jordan-Peugeot     | 1:56,746 | 1:56,114   | 10    |
| 11   | Johnny Herbert         | Benetton-Renault   | 1:57,068 | 1:57,341   | 11    |
| 12   | Gianni Morbidelli      | Footwork-Hart      | 1:57,684 | 1:57,092   | 12    |
| 13   | Luca Badoer            | Minardi-Ford       | 1:57,167 | 1:57,657   | 13    |
| 14   | Jos Verstappen         | Simtek-Ford        | 2:02,410 | 1:57,231   | 14    |
| 15   | Ukyō Katayama          | Tyrrell-Yamaha     | 1:59,909 | 1:57,484   | 15    |
| 16   | Pierluigi Martini      | Minardi-Ford       | 1:58,066 | 2:01,059   | 16    |
| 17   | Mark Blundell          | McLaren-Mercedes   | 1:58,660 | 1:58,767   | 17    |
| 18   | Olivier Panis          | Ligier-Mugen-Honda | 1:59,204 | 1:58,824   | 18    |
| 19   | Aguri Suzuki           | Ligier-Mugen-Honda | 2:01,446 | 1:58,882   | 19    |
| 20   | Domenico Schiattarella | Simtek-Ford        | 2:02,806 | 1:59,539   | 20    |
| 21   | Karl Wendlinger        | Sauber-Ford        | 2:01,774 | 2:00,751   | 21    |
| 22   | Andrea Montermini      | Pacific-Ford       | 2:01,763 | 43:31,316  | 22    |
| 23   | Bertrand Gachot        | Pacific-Ford       | 2:04,050 | 2:09,359   | 23    |
| 24   | Roberto Moreno         | Forti-Ford         | 2:04,481 | 2:15,398   | 24    |
| 25   | Pedro Diniz            | Forti-Ford         | 2:05,932 | keine Zeit | 25    |
| 26   | Taki Inoue             | Footwork-Hart      | 2:07,298 | keine Zeit | 26    |

### Rennen
| Pos. | Fahrer                 | Konstrukteur       | Runden | Stopps | Zeit        | Start | Schnellste Runde |
| ---- | ---------------------- | ------------------ | ------ | ------ | ----------- | ----- | ---------------- |
| 01   | Damon Hill             | Williams-Renault   | 72     | 3      | 1:53:14,532 | 02    | 1:31,253 (21.)   |
| 02   | Jean Alesi             | Ferrari            | 72     | 2      | + 6,407     | 06    | 1:31,453 (25.)   |
| 03   | Michael Schumacher     | Benetton-Renault   | 72     | 3      | + 33,376    | 03    | 1:30,522 (55.)   |
| 04   | Johnny Herbert         | Benetton-Renault   | 71     | 2      | + 1 Runde   | 11    | 1:33,082 (32.)   |
| 05   | Heinz-Harald Frentzen  | Sauber-Ford        | 70     | 1      | + 2 Runden  | 09    | 1:34,331 (04.)   |
| 06   | Gerhard Berger         | Ferrari            | 70     | 2      | + 2 Runden  | 08    | 1:31,868 (65.)   |
| 07   | Olivier Panis          | Ligier-Mugen-Honda | 70     | 3      | + 2 Runden  | 18    | 1:33,953 (27.)   |
| 08   | Ukyō Katayama          | Tyrrell-Yamaha     | 69     | 3      | + 3 Runden  | 15    | 1:34,106 (05.)   |
| 09   | Domenico Schiattarella | Simtek-Ford        | 68     | 3      | + 4 Runden  | 20    | 1:35,945 (27.)   |
| –    | Pedro Diniz            | Forti-Ford         | 63     | 2      | DNF         | 25    | 1:40,683 (04.)   |
| –    | Roberto Moreno         | Forti-Ford         | 63     | 3      | DNF         | 24    | 1:40,730 (04.)   |
| –    | Mika Salo              | Tyrrell-Yamaha     | 48     | 2      | DNF         | 07    | 1:33,636 (28.)   |
| –    | Aguri Suzuki           | Ligier-Mugen-Honda | 47     | 5      | DNF         | 19    | 1:34,049 (26.)   |
| –    | Pierluigi Martini      | Minardi-Ford       | 44     | 2      | DNF         | 16    | 1:35,837 (05.)   |
| –    | Gianni Morbidelli      | Footwork-Hart      | 43     | 1      | DNF         | 12    | 1:34,396 (26.)   |
| –    | Taki Inoue             | Footwork-Hart      | 40     | 2      | DNF         | 26    | 1:35,325 (30.)   |
| –    | Rubens Barrichello     | Jordan-Peugeot     | 33     | 1      | DNF         | 10    | 1:33,810 (26.)   |
| –    | Jos Verstappen         | Simtek-Ford        | 23     | 1      | DNF         | 14    | 1:35,353 (05.)   |
| –    | David Coulthard        | Williams-Renault   | 16     | 0      | DNF         | 01    | 1:32,095 (03.)   |
| –    | Mark Blundell          | McLaren-Mercedes   | 9      | 0      | DNF         | 17    | 1:34,963 (05.)   |
| –    | Eddie Irvine           | Jordan-Peugeot     | 6      | 1      | DNF         | 04    | 1:35,070 (04.)   |
| –    | Andrea Montermini      | Pacific-Ford       | 1      | 0      | DNF         | 22    | –                |
| –    | Mika Häkkinen          | McLaren-Mercedes   | 0      | 0      | DNF         | 05    | –                |
| –    | Bertrand Gachot        | Pacific-Ford       | 0      | 0      | DNF         | 23    | –                |
| –    | Karl Wendlinger        | Sauber-Ford        | 0      | 0      | DNF         | 21    | –                |
| DNS  | Luca Badoer            | Minardi-Ford       | –      | –      | –           | 13    | –                |

Anmerkungen
1. ↑  Badoer nahm am Neustart nicht mehr teil und wurde daher nicht gewertet.

## WM-Stände nach dem Rennen
Die ersten sechs Fahrer eines Rennens bekamen 10, 6, 4, 3, 2 und 1 Punkt(e).

### Fahrerwertung
| Pos. | Fahrer                | Konstrukteur       | Punkte |
| ---- | --------------------- | ------------------ | ------ |
| 01   | Michael Schumacher    | Benetton-Renault   | 14     |
| 02   | Damon Hill            | Williams-Renault   | 10     |
| 03   | Jean Alesi            | Ferrari            | 8      |
| 04   | David Coulthard       | Williams-Renault   | 6      |
| 05   | Gerhard Berger        | Ferrari            | 5      |
| 06   | Mika Häkkinen         | McLaren-Mercedes   | 3      |
| 07   | Johnny Herbert        | Benetton-Renault   | 3      |
| 08   | Heinz-Harald Frentzen | Sauber-Ford        | 2      |
| 09   | Mark Blundell         | McLaren-Mercedes   | 1      |
| 10   | Mika Salo             | Tyrrell-Yamaha     | 0      |
| 11   | Olivier Panis         | Ligier-Mugen-Honda | 0      |
| 12   | Ukyō Katayama         | Tyrrell-Yamaha     | 0      |
| 13   | Aguri Suzuki          | Ligier-Mugen-Honda | 0      |

| Pos. | Fahrer                 | Konstrukteur   | Punkte |
| ---- | ---------------------- | -------------- | ------ |
| 14   | Andrea Montermini      | Pacific-Ford   | 0      |
| 15   | Domenico Schiattarella | Simtek-Ford    | 0      |
| 16   | Pedro Diniz            | Forti-Ford     | 0      |
| –    | Roberto Moreno         | Forti-Ford     | 0      |
| –    | Gianni Morbidelli      | Footwork-Hart  | 0      |
| –    | Taki Inoue             | Footwork-Hart  | 0      |
| –    | Karl Wendlinger        | Sauber-Ford    | 0      |
| –    | Bertrand Gachot        | Pacific-Ford   | 0      |
| –    | Rubens Barrichello     | Jordan-Peugeot | 0      |
| –    | Jos Verstappen         | Simtek-Ford    | 0      |
| –    | Eddie Irvine           | Jordan-Peugeot | 0      |
| –    | Pierluigi Martini      | Minardi-Ford   | 0      |
| –    | Luca Badoer            | Minardi-Ford   | 0      |

### Konstrukteurswertung
| Pos. | Konstrukteur       | Punkte |
| ---- | ------------------ | ------ |
| 01   | Ferrari            | 13     |
| 02   | Williams-Renault   | 10     |
| 03   | Benetton-Renault   | 7      |
| 04   | McLaren-Mercedes   | 4      |
| 05   | Sauber-Ford        | 2      |
| 06   | Tyrrell-Yamaha     | 0      |
| 07   | Ligier-Mugen-Honda | 0      |

| Pos. | Konstrukteur   | Punkte |
| ---- | -------------- | ------ |
| 08   | Pacific-Ford   | 0      |
| 09   | Simtek-Ford    | 0      |
| 10   | Forti-Ford     | 0      |
| –    | Footwork-Hart  | 0      |
| –    | Jordan-Peugeot | 0      |
| –    | Minardi-Ford   | 0      |

Anmerkungen
1. 1 2  Benetton-Renault und Williams-Renault erhielten beim Großen Preis von Brasilien keine Konstrukteurspunkte (zehn bzw. sechs) wegen Verwendung nicht regelkonformen Treibstoffs.